# Leptopyrgota lenkoi
Leptopyrgota lenkoi är en tvåvingeart som beskrevs av Georges Bernardi 1992. Leptopyrgota lenkoi ingår i släktet Leptopyrgota och familjen Pyrgotidae. Inga underarter finns listade i Catalogue of Life.